# Kathedrale von Autlán

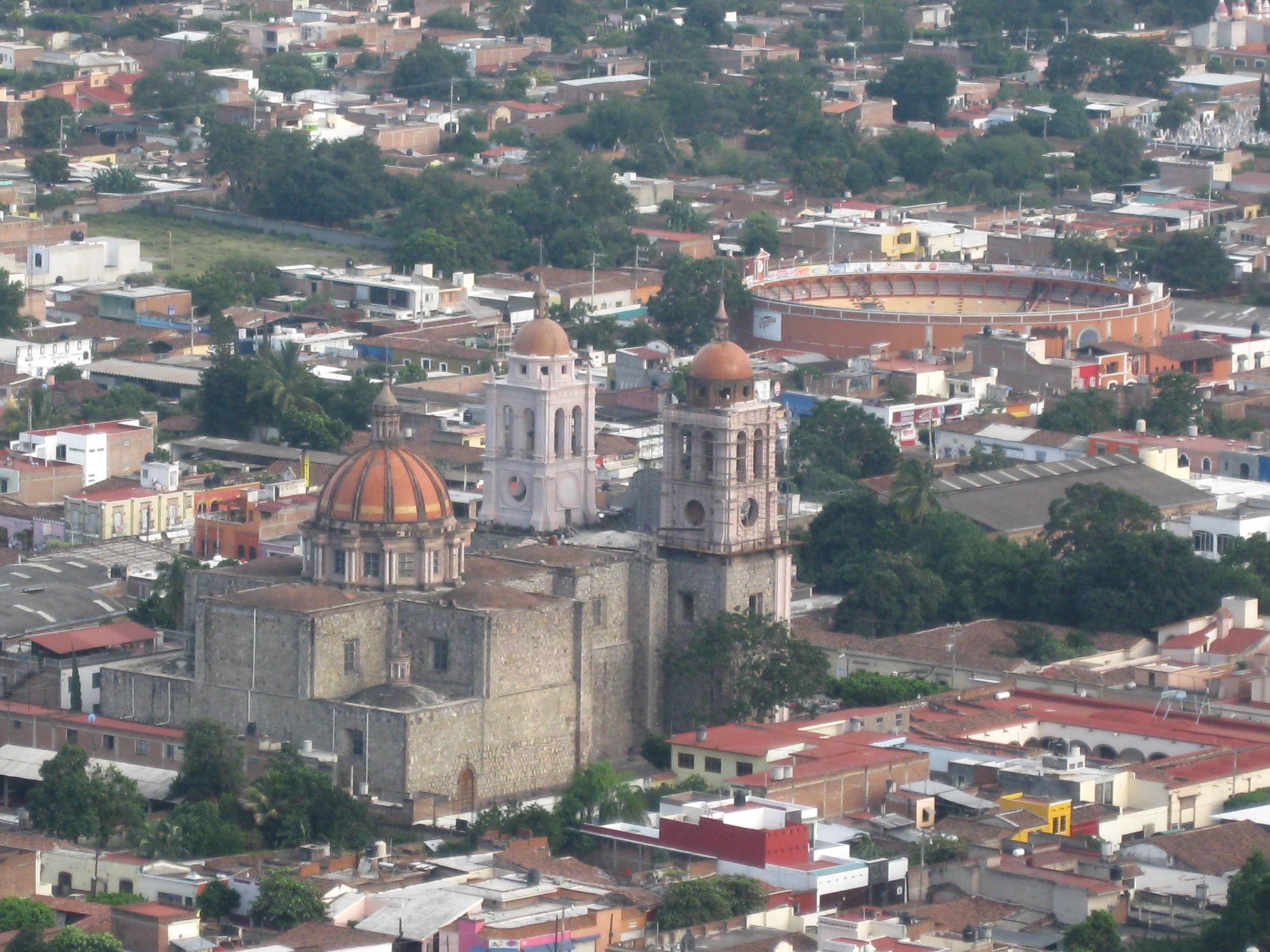
Kathedrale von Autlán

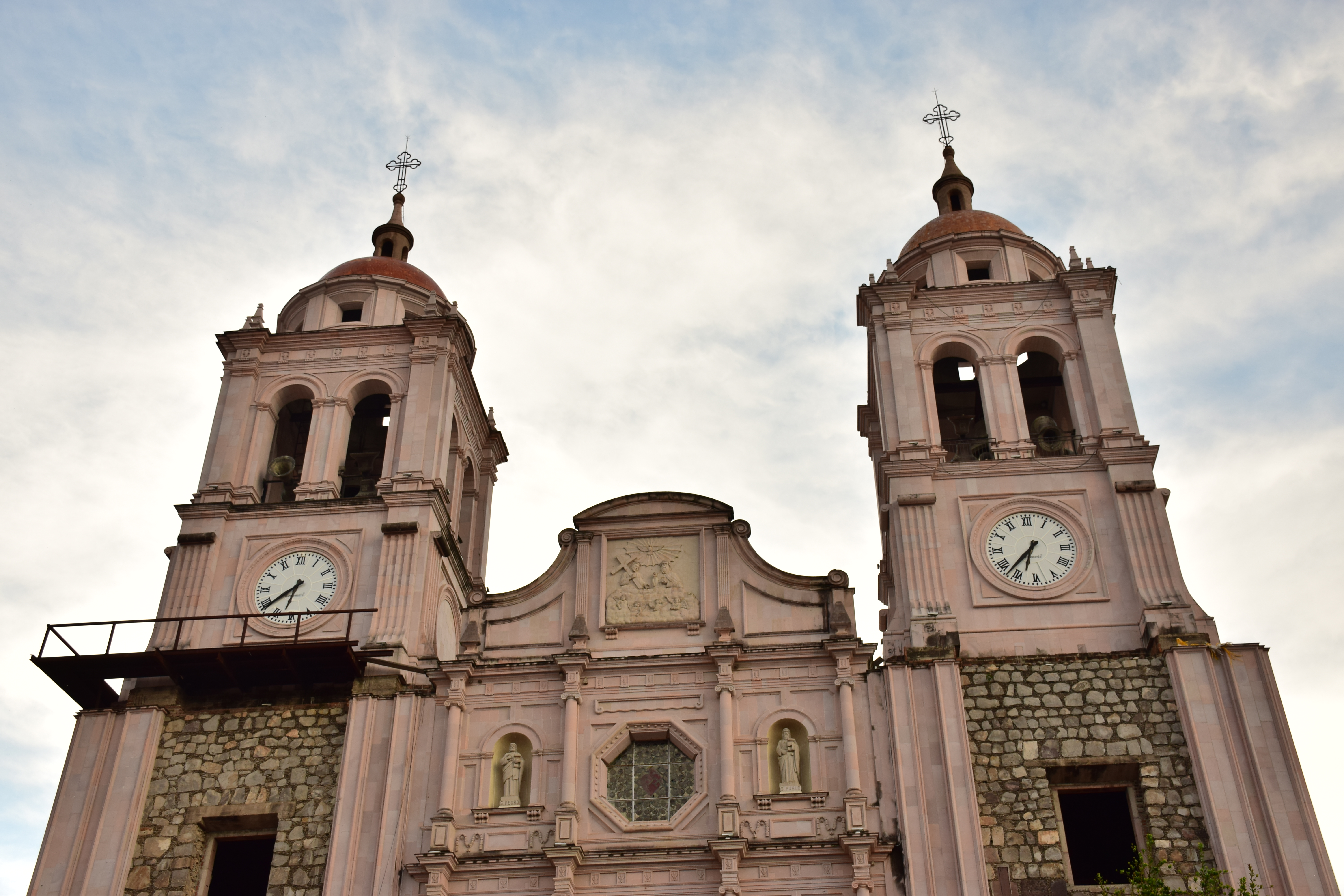
Fassade

Die Kathedrale von Autlán ist der Heiligen Dreifaltigkeit (Santisima Trinidad) geweiht; sie ist der Sitz des im Jahr 1961 durch Papst Johannes XXIII. gegründeten und dem Erzbistum Guadalajara unterstellten Bistums Autlán im mexikanischen Bundesstaat Jalisco.

## Lage
Die Kathedrale liegt im Zentrum der ca. 60.000 Einwohner zählenden und ca. 955 m hoch gelegenen Stadt Autlán de Navarro im Westen Mexikos. Die Stadt ist nur etwa 50 km (Luftlinie) von der Küste des Pazifiks entfernt.

## Geschichte
Mit dem Bau der heutigen Kirche wurde gegen Ende des 19. Jahrhunderts begonnen; im Jahr 1961 wurde sie zur Kathedrale erhoben. Der Kirchenbau wurde jedoch erst im Jahr 2005 vollendet, wenngleich einige Bruchsteinpartien an der Fassade noch immer sichtbar sind.

## Architektur
Nur die Fassade der Kirche ist in großen Teilen verkleidet, der Rest des Bauwerks zeigt hingegen unverputzte Bruchsteine. Die Untergeschosse der im Stil des klassizistischen Barock auf quadratischem Grundriss erbauten Glockentürme (campanarios) zeigen immer noch große Partien aus unverkleideten Natursteinen; die beiden Glockengeschosse schließen jeweils mit einem durchfensterten oktogonalen Tambour, auf dem eine laternenbekrönte Kuppel ruht. Der Mittelteil der Fassade ist dreigeschossig und beinhaltet ein Triumphbogenmotiv im Eingangsbereich. Auch das einschiffige Innere des von einem Rippengewölbe bedeckten Kirchenschiffs zeigt große unverkleidete Wandflächen; über der Vierung erhebt sich eine auf einem durchfensterten Tambour ruhende Kuppel, auf deren Spitze eine Laterne thront.